# Gir Kesar
Gir Kesar là một giống xoài trồng phổ biến ở vùng Saurashtra của bang Gujarat ở phía Tây Ấn Độ (một quốc gia có sản lượng xoài hàng năm đạt 15 triệu tấn, chiếm 40% sản lượng xoài của toàn thế giới). Nơi đầu tiên trồng giống xoài này là chân đồi Girnar vào năm 1931. Đây là giống xoài được đánh giá là ngon nhất thế giới, người Ấn Độ mệnh danh là “Nữ hoàng xoài”, “Vua trái cây” hay “Trái Vua” và là một trong những giống hoa quả đắt nhất thế giới; là biểu tượng cho giới giàu mới nổi tại Ấn Độ.
Hiện nay, diện tích trồng xoài Kesar là 20.000 ha trồng, tập trung tại các huyện Junagadh, Amreli bang Gujarat, sản lượng hàng năm khoảng 200 nghìn tấn. Thị trường tiêu thụ không chỉ nội địa mà còn xuất khẩu sang nhiều nước khác, bao gồm cả Mỹ.
Mùa thu hoạch xoài chỉ kéo dài khoảng 100 ngày. Quả xoài có vỏ mỏng, màu vàng hoặc màu cam óng pha xanh; khi chín rất mọng nước; hạt nhỏ, nhiều thịt; khi ăn có vị ngọt như kẹo và thịt mềm như kem.